# Ablerus perfuscipennis
Ablerus perfuscipennis is een vliesvleugelig insect uit de familie Aphelinidae. De wetenschappelijke naam is voor het eerst geldig gepubliceerd in 1954 door De Santis.